# Royal Ulster Constabulary

Royal Ulster Constabularys märke.

Royal Ulster Constabulary, RUC, var namnet på den poliskår som verkade i Nordirland från 1922 till 2001.

## Tillkomst

Royal Ulster Constabularys flagga.

RUC skapades den 1 juni 1922 efter att Royal Irish Constabulary upplösts. Som mest hade styrkan 8500 poliser varav ytterligare 4500 tillgängliga från RUC Reserve. Under konflikten i Nordirland dödades 300 poliser och ytterligare 9000 blev skadade av attacker från paramilitära organisationer, främst av Provisoriska IRA. RUC var under den här tiden den farligaste poliskåren i världen att vara medlem i.

## Avveckling
RUC döptes 2001 om till Police Service of Northern Ireland, PSNI. RUC blev inte upplöst men omdöpt och tilldelad andra arbetsuppgifter. RUC kritiserades under hela konflikten av republikaner och människorättsgrupper för att vara ensidiga, diskriminera katoliker och samarbeta med lojalistiska terrororganisationer. Säkerhetsstyrkorna menade att RUC var en av de bästa polisorganisationerna i världen. År 2003 kom den av den brittiska regeringen uppdragna Stevensrapporten fram till att RUC samarbetat med Ulster Defence Association när de mördade Brian Adam Lambert och advokaten Pat Finucane. Enligt rapporten kunde morden ha förhindrats och attentatsmännen ha gripits fortare om inte samarbete mellan RUC och UDA förelegat.